# Jonavos sporto arena
Jonavos sporto arena – hala widowiskowo-sportowa w Janowie, na Litwie. Została otwarta 22 lutego 2017 roku. Może pomieścić 2200 widzów. Swoje spotkania rozgrywają w niej koszykarze klubu BC Jonava.
Budowa hali rozpoczęła się 4 września 2010 roku. Obiekt powstał w pobliżu Stadionu Centralnego. Budowa kosztowała 7 mln euro i została sfinansowana głównie ze środków publicznych. Uroczyste otwarcie areny miało miejsce 22 lutego 2017 roku.
W hali swoje spotkania rozgrywają koszykarze klubu BC Jonava. W 2021 roku zespół ten po raz pierwszy w historii awansował na najwyższy szczebel ligowy.